# Herwig Friesinger
Herwig Friesinger (* 5. März 1942 in Klosterneuburg) ist ein österreichischer Prähistoriker.

## Leben
Friesinger studierte ab 1962 an der Universität Wien das Hauptfach Ur- und Frühgeschichte. 1969 wurde er promoviert, 1974 habilitierte er sich. Friesinger wurde 1978 zum ordentlichen Universitätsprofessor ernannt und war in der Folge bis 1992 Vorstand des Institutes für Ur- und Frühgeschichte der Universität Wien.
Von 1992 bis 1996 war er Dekan der Geisteswissenschaftlichen Fakultät der Universität Wien. Friesinger wurde 1995 zum Sekretär der Phil. hist. Klasse der Österreichischen Akademie der Wissenschaften gewählt und 2003 zum Generalsekretär der Akademie. Er ist Verfasser von rund 100 wissenschaftlichen Arbeiten, hauptsächlich zur Frühgeschichte Österreichs. Friesinger initiierte oder leitete zahlreiche Plangrabungen, so in Pitten (1967–1971) und in Thunau am Kamp (1965–1990). Seine Forschungsschwerpunkte sind die Archäologie Österreichs und die Frühgeschichte Mitteleuropas in Zusammenarbeit mit naturwissenschaftlichen Fächern. Er ist der Begründer der Luftbildarchäologie in Österreich. Zu seinen lokalen Tätigkeiten gehört auch die jahrzehntelange Mitarbeit bei der Krahuletz-Gesellschaft, gemeinsam mit Fritz F. Steininger. Friesinger ist Herausgeber der Archaeologia Austriaca und der Mitteilungen der Prähistorischen Kommission der Österreichischen Akademie der Wissenschaften. Er ist Mitglied der Akademie der Wissenschaften der Tschechischen Republik und des Deutschen Archäologischen Instituts.

## Auszeichnungen
- 1970 Wissenschaftspreis des Landes Niederösterreich, Förderungspreis
- 1982 Ehrenring der Marktgemeinde Gars am Kamp
- 1999 Wissenschaftspreis des Landes Niederösterreich, Würdigungspreis
- 2010 Großes Silbernes Ehrenzeichen für Verdienste um die Republik Österreich[2]

## Schriften (Auswahl)
- Anthropophagie und ihre Erscheinungsformen im Spiegel der Bodenfunde. In: Mitteilungen der österreichischen Arbeitsgemeinschaft für Ur- und Frühgeschichte. Band 14, Nummer 1/2, 1963, ISSN 0029-9693, S. 1–31.
- mit Sabine Schmiedt: Die Ausgrabungen in Sommerein in den Jahren 1962/63. In: Mitteilungen der Österreichischen Arbeitsgemeinschaft für Ur- und Frühgeschichte. Band 15, 1964, S. 43–45.
- mit Herbert Mitscha-Märheim: Die Ausgrabungen in der Wallburg „Schanze“ in Thunau bei Gars, NÖ. Ein Vorbericht. In: Österreichische Zeitschrift für Kunst und Denkmalpflege. Band 22, 1968, S. 48–51.
- Ur- und Frühgeschichte des Horner Raumes. In: Höbarthmuseum der Stadt Horn. Kulturreferat – Stadtgemeinde Horn, Horn 1973, S. 35–48.
- Eine römische „Pferdebestattung“ aus Stillfried an der March. In: Forschungen in Stillfried. Band 1 (= Veröffentlichungen der Österreichischen Arbeitsgemeinschaft für Ur- und Frühgeschichte. Band 6). Isda und Brodmann, Wien 1974, S. 88–90.
- Studien zur Archäologie der Slawen in Niederösterreich (= Mitteilungen der Prähistorischen Kommission der Österreichischen Akademie der Wissenschaften. 15/16–17/18). 2 Bände. Verlag der Österreichischen Akademie der Wissenschaften 1974–1975.
- als Schriftleiter: Die Befestigungsanlagen von Thunau. 5000 Jahre Siedlung im Garser Raum (= Katalogreihe des Krahuletzmuseums. Band 3). Krahuletz-Museum, Eggenburg 1975.
- mit Brigitte Vacha: Die vielen Väter Österreichs. Römer, Germanen, Slawen. Eine Spurensuche. Compress-Verlag, Wien 1987, ISBN 3-900607-03-6.
- Ein Vierteljahrhundert Grabungen in Thunau/Gars am Kamp. In: Archäologie Österreichs. Band 2, Nummer 1, 1991, ISSN 1018-1857, S. 6–22.
- Tulln in der Völkerwanderungszeit und im frühen Mittelalter. In: Mitteilungen des heimatkundlichen Arbeitskreises für die Stadt und den Bezirk Tulln. 7, 1992, S. 23–44.
- Völkerwanderungszeitliche Grab- und Siedlungsfunde aus dem Kamptale, Niederösterreich. In: Mitteilungen der Anthropologischen Gesellschaft in Wien. Band 123/124, 1994, S. 61–71.
- Zur Eröffnung des Kulturparks Kamptal. In: Das Waldviertel. Band 45, Nummer 3, 1996, ISSN 0259-8957, S. 265–270.
- als Herausgeber mit Friedrich Krinzinger: Der römische Limes in Österreich. Führer zu den archäologischen Denkmälern. Verlag der Österreichischen Akademie der Wissenschaften, Wien 1997, ISBN 3-7001-2618-2.
- Archäologie und Freizeitgesellschaft. In: Das Waldviertel. Band 50, Nummer 2, 2001, S. 154–157.